# Afroapoderus benitoensis
Afroapoderus benitoensis es una especie de coleóptero de la familia Attelabidae.

## Distribución geográfica
Habita en Guinea Ecuatorial.